# 尼尔玛拉·西塔拉曼
尼尔玛拉·西塔拉曼（英語：Nirmala Sitharaman；1959年8月18日—）是一位印度政治人物，现任印度财政和公司事务部长。自2014年起，她一直是印度议会上议院联邦院的议员。西塔拉曼曾任印度国防部长，是继英迪拉·甘地之后第二位女性国防部长，第二位女财政部长，以及第一位全职女财政部长。她曾担任财政部下属的财政和公司事务国务部长和独立负责的工商部部长。在此之前，她曾担任印度人民党（BJP）的全国发言人。

## 早年生活
西塔拉曼出生于泰米尔纳德邦马杜赖的一个泰米尔家庭。她在金奈和蒂魯吉拉帕利上学。她于1980年在Seethalakshmi Ramaswami学院获得经济学硕士学位，1984年在賈瓦哈拉爾·尼赫魯大學获得经济学研究碩士学位。然后，她报名攻读经济学博士学位，重点研究印欧贸易，但是她的丈夫在倫敦政治經濟學院获得奖学金后搬到伦敦，使她无法完成学位。

## 政治生涯
西塔拉曼于2006年加入印度人民党，并于2010年被任命为该党的发言人。2014年，她以初级部長的身份加入纳伦德拉·莫迪内阁，2014年6月当选为安得拉邦的联邦院议员。
2016年5月，她是印度人民党提名的12名候选人之一，参加于2016年6月11日举行的联邦院选举。她成功地赢得了卡纳塔克邦的席位。

## 联盟内阁部长

### 联盟国防部长

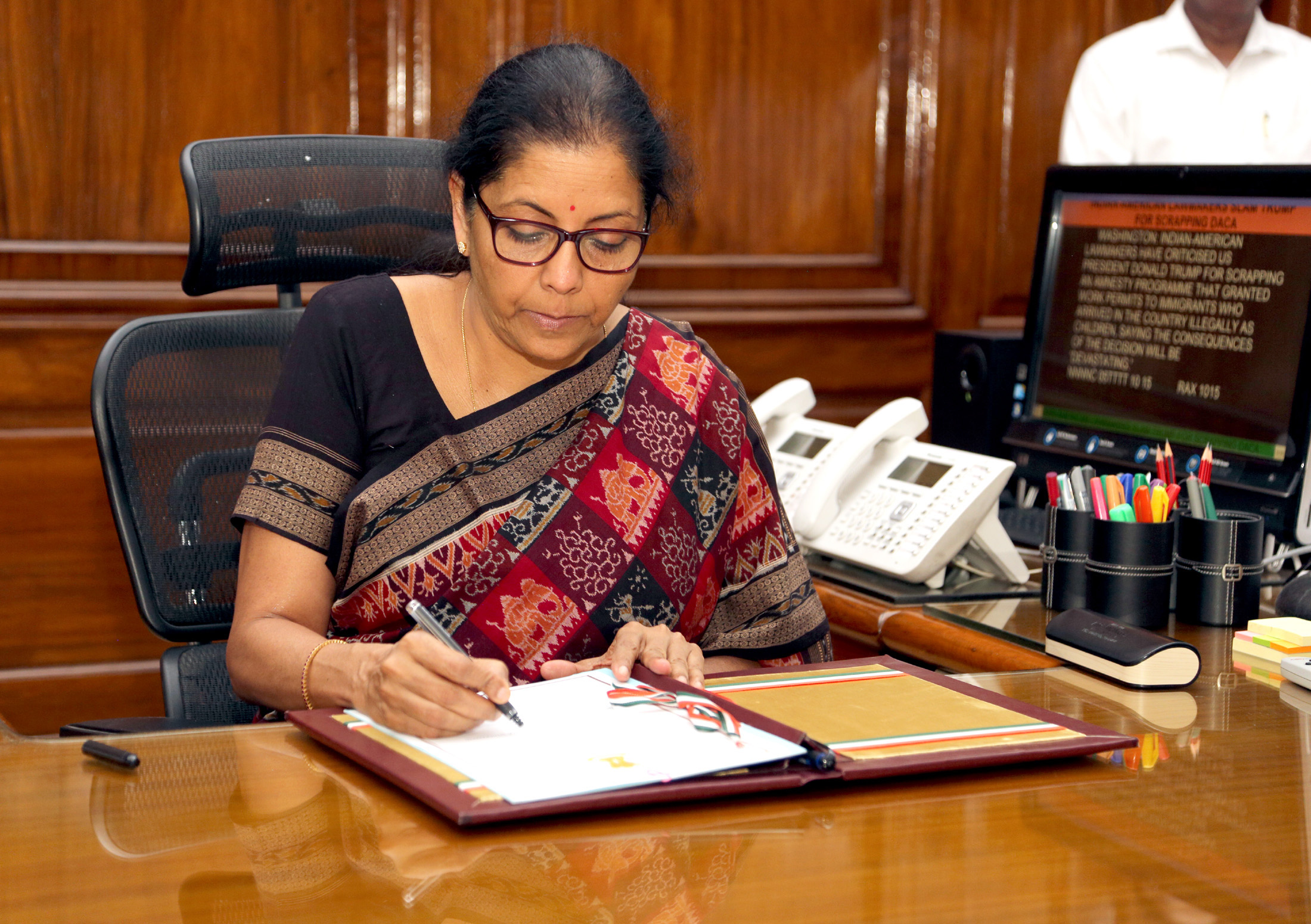
尼尔玛拉·西塔拉曼于2017年9月7日在新德里担任国防部长

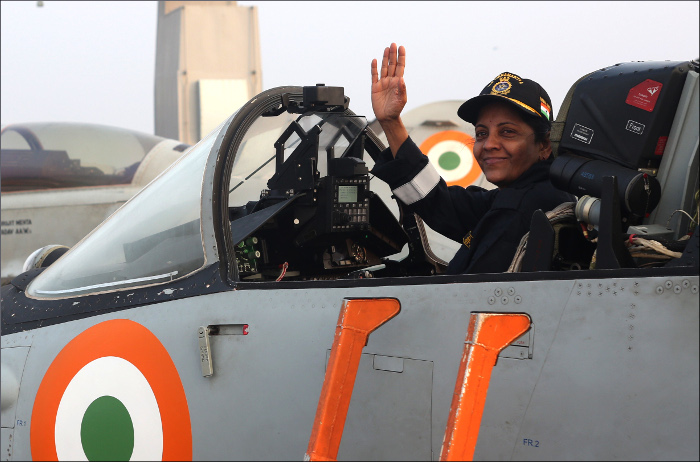
尼尔玛拉·西塔拉曼主持印度海军军演

2017年9月3日，她被任命为国防部长，是继英迪拉·甘地之后的第二位女性国防部长，也是第一位女性专职国防部长。

### 联盟财政部长
2019年5月31日，西塔拉曼被任命为财务和公司事务部长。她是印度第一位女性专职财政部长。她于2019年7月5日在印度议会上首次提出预算案。西塔拉曼在2020年2月1日提交了2020-21联盟预算。在2019冠狀病毒病印度疫情期间，她被任命为COVID-19经济响应工作队的负责人。

## 非政治经历

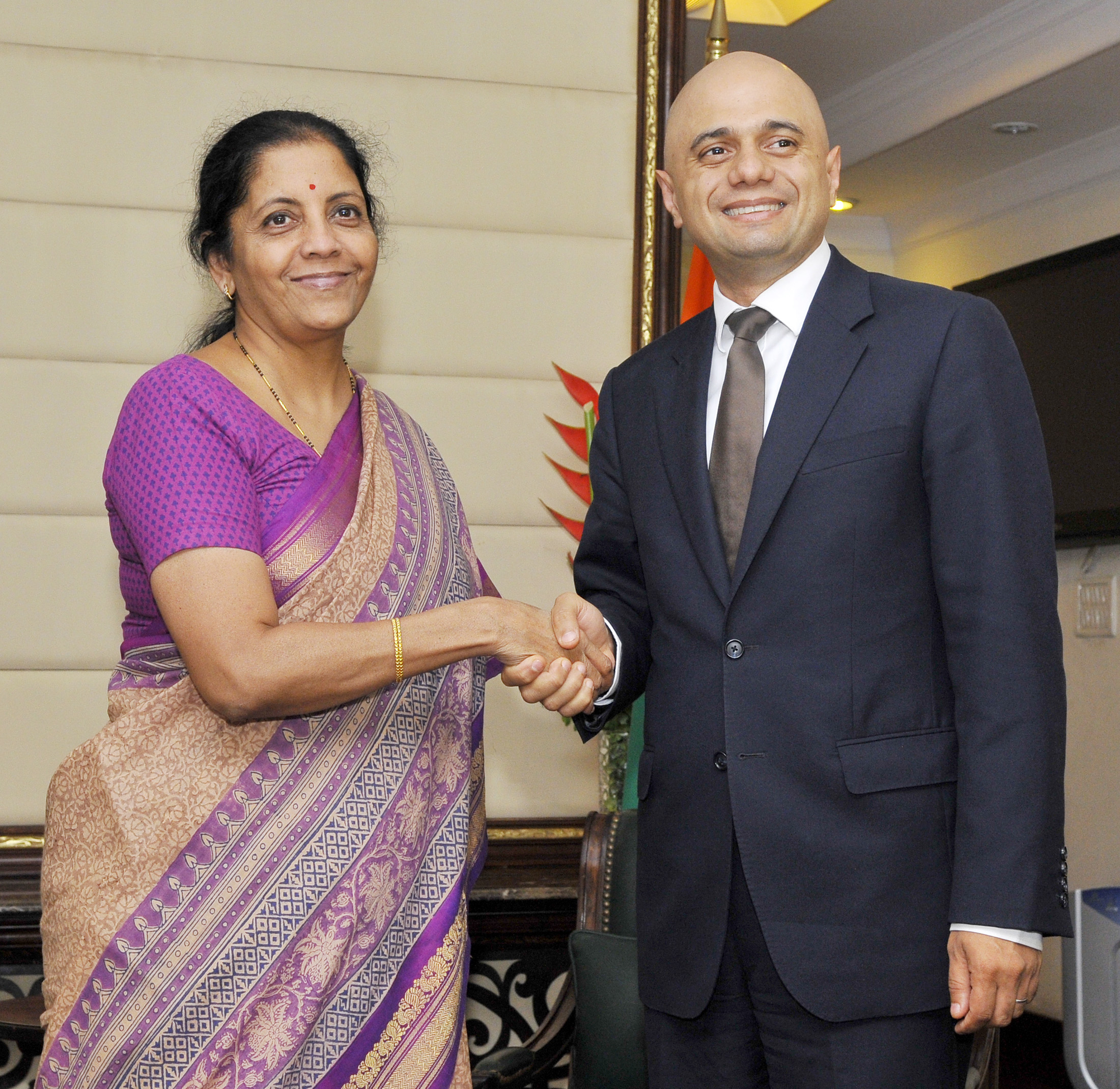
薩吉德·賈偉德（右）和尼尔玛拉·西塔拉曼

西塔拉曼曾在伦敦摄政街的一家家居装饰店-人居中心担任销售员。她曾在英国农业工程师协会担任经济学家助理。在英国期间，她还曾担任普华永道的高级经理（研究開發）并曾在英國廣播公司國際頻道短暂任职。
她是全国妇女委员会成员。2017年，她是海得拉巴Pranava创始董事之一。

## 奖项和荣誉
贾瓦哈拉尔·尼赫鲁大学在2019年授予她杰出校友奖。《福布斯》将她列为2019年世界百名权威女性中的第34位。

## 个人生活
西塔拉曼在贾瓦哈拉尔·尼赫鲁大学学习期间遇到了她的丈夫Parakala Prabhakar，她的丈夫来自安得拉邦的纳尔萨普尔，是印度国民大会党成员。他们于1986年结婚，并育有一个女儿。Prabhakar担任安得拉邦首席部长钱德拉巴布·奈杜的通讯顾问。